# Mika Nieminen
Mika Sakari Nieminen (* 1. ledna 1966, Tampere) je bývalý finský lední hokejista, střední útočník. S finskou reprezentací vyhrál mistrovství světa roku 1995 (historicky první finský titul), získal dvě stříbra na mistrovství světa (1992, 1994) a přivezl si bronz ze dvou olympiád, z her v Lillehammeru v roce 1994 a v Naganu roku 1998. Zúčastnil se též MS 1991 (5. místo), MS 1993 (7. místo), MS 1996 (5. místo), MS 1997 (5. místo) a olympijských her v Albertville roku 1992 (7. místo). Se 177 reprezentačními brankami je třetím nejlepším střelcem národního týmu všech dob, za Raimem Helminenem (207) a Villem Peltonenem (183). Finskou nejvyšší soutěž hrál za Ilves Tampere, Lukko Rauma, Jokerit Helsinky a Helsinky IFK. Tři sezóny působil též ve švédské nejvyšší lize v dresu Luleå HF. V roce 1995 byl ve švédské lize nejproduktivnějším hráčem (kanadské bodování) i nejlepším střelcem. Zahrál si i švýcarskou nejvyšší soutěž za Grasshoppers. V roce 2006 byl uveden do Finské hokejové síně slávy. Po skončení aktivní kariéry psal sloupky s hokejovou tematikou pro Helsingin Sanomat, byl hokejovým expertem finské veřejnoprávní televize a působil jako trenér juniorů. V letech 2012 až 2021 působil jako trenér dovedností na Finském svazu ledního hokeje. V červnu 2021 se stal trenérem klubu VaPS Hockey.